# Valle de la Luna (Bolivia)

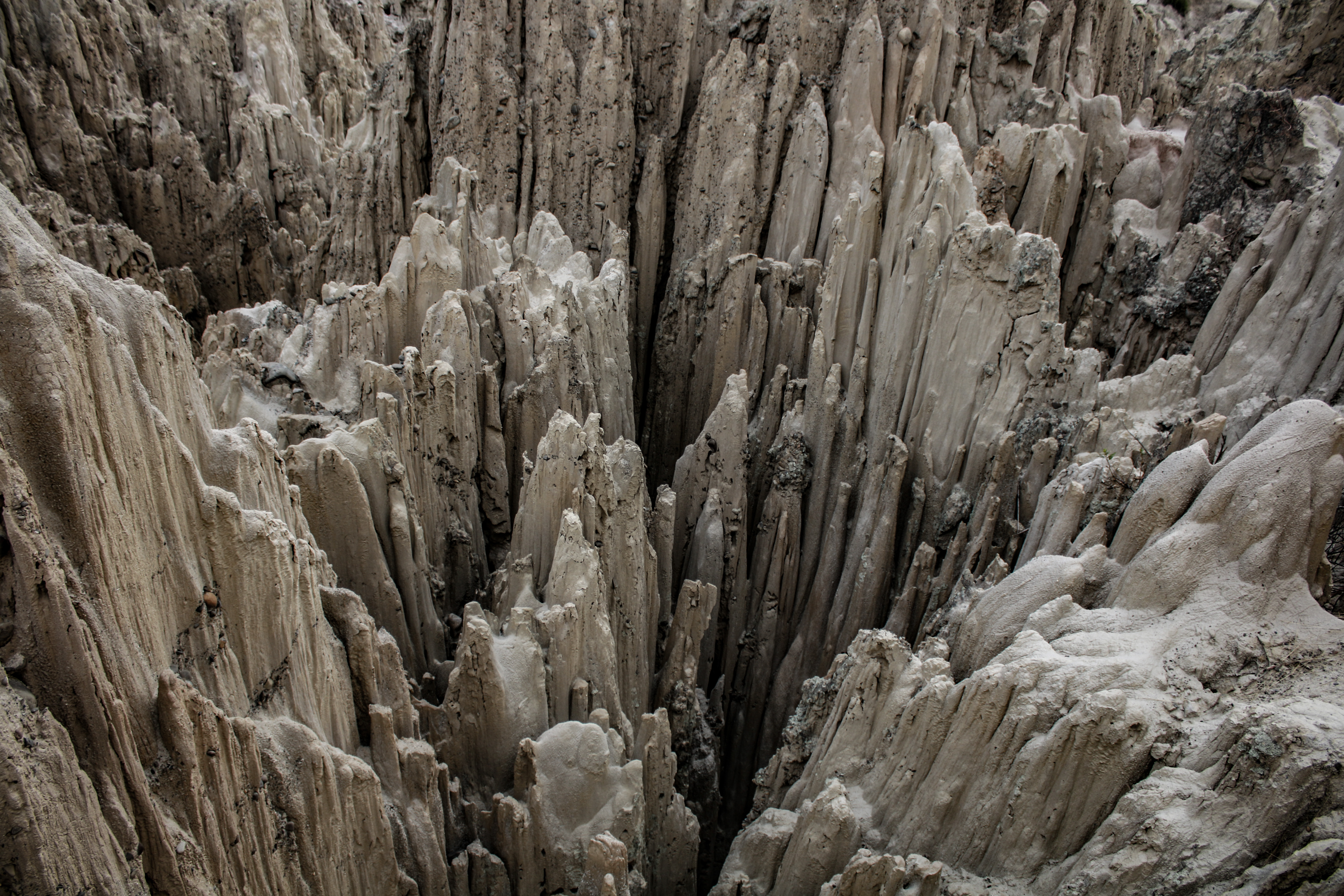
Formaciones geológicas en el Valle de la Luna.jpg

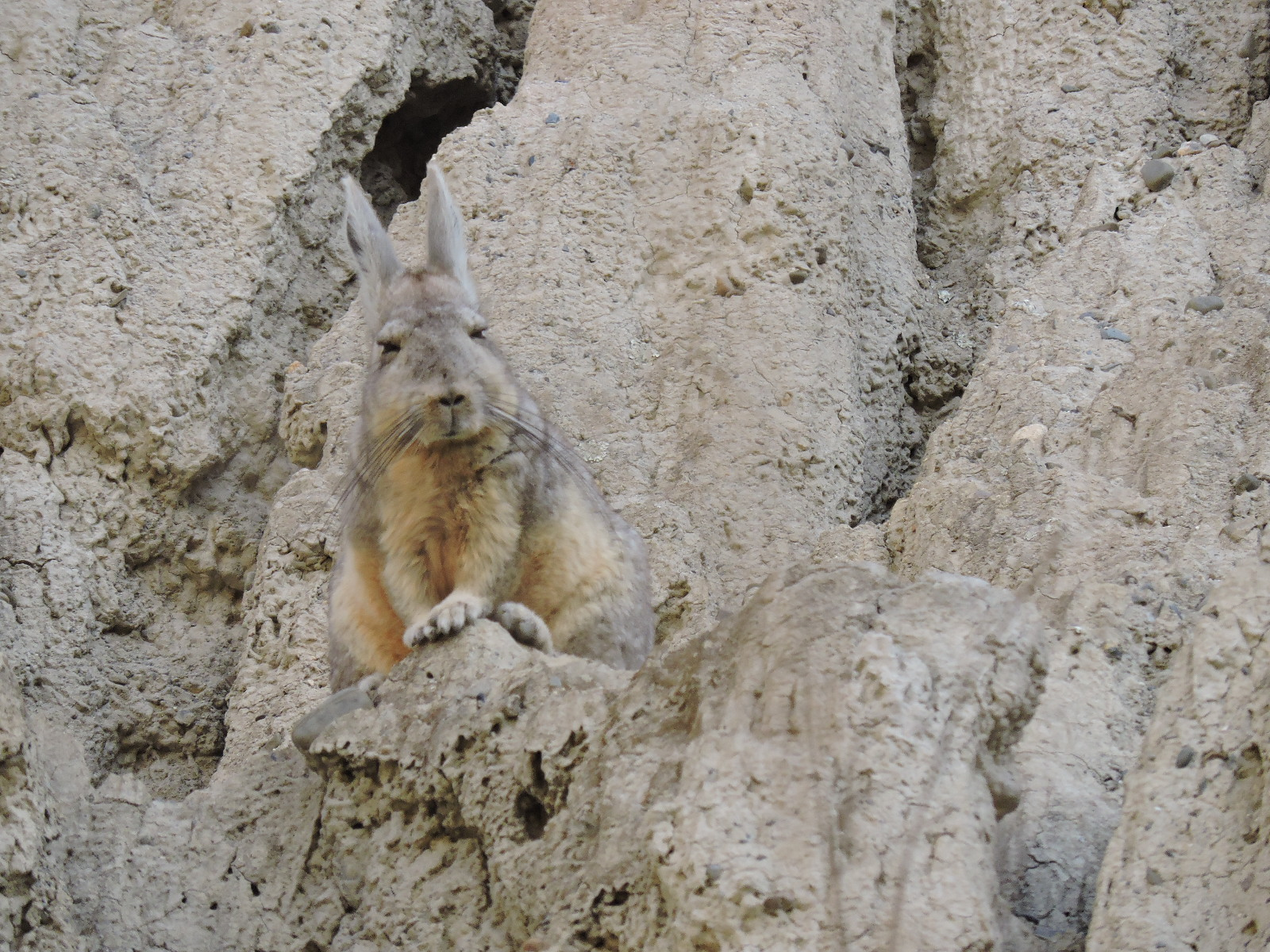
Vizcacha, en el Valle de la Luna

El valle de la Luna es un área protegida municipal y formación geológica de la ciudad de La Paz, sede de gobierno de Bolivia. Se encuentra a unos 10 kilómetros del centro urbano de la ciudad y administrativamente pertenece al Macro distrito de Mallasa.

## Toponimia
Su nombre fue dado por Neil Armstrong, el primer hombre en pisar la luna, quien se encontraba de visita en la sede de gobierno boliviana el año 1969.[cita requerida] Después de presenciar un partido entre The Strongest y Bolívar, Armstrong se disponía a jugar un partido de golf y dada la cercanía de este lugar con el campo de golf, vio la similitud que existía con los paisajes de la luna y decidió nombrarla así.[cita requerida]

## Geología
El Valle de la Luna es una sección donde la erosión ha consumido la parte superior de una montaña. No siendo el suelo sólido, arcilla en vez de roca, con el transcurso de los siglos los elementos han creado una obra de arte algo diferente. Es como un desierto de estalagmitas. Tiene similitudes con otra zona de La Paz, conocida como el Valle de las Ánimas.

Vista panorámica del Valle de la Luna

Las montañas alrededor de La Paz son de arcilla. Esta arcilla contiene ciertos minerales y tal parece que no son los mismos o su porcentaje varía de una a otra montaña. Como consecuencias el color de las faldas es diferente, creando ilusiones ópticas muy atractivas. En su mayoría son de un color claro parecido al color beige o castaño muy pálido. También se encuentran zonas que son casi color rojo además de presentar colores violeta oscuro.

## Acceso y actividades
El acceso al sector se realiza a través del camino a Mallasa por la zona de Calacoto, al sur de la ciudad. En el área se practican caminatas y observación de la naturaleza.
Durante la noche del 21 de junio, festividad de San Juan, se realizan eventos organizados por la municipalidad  que permiten realizar paseos nocturnos en el lugar, mismos que se ambientan con temáticas relacionadas con la astronomía, viajes espaciales y películas de ficción.

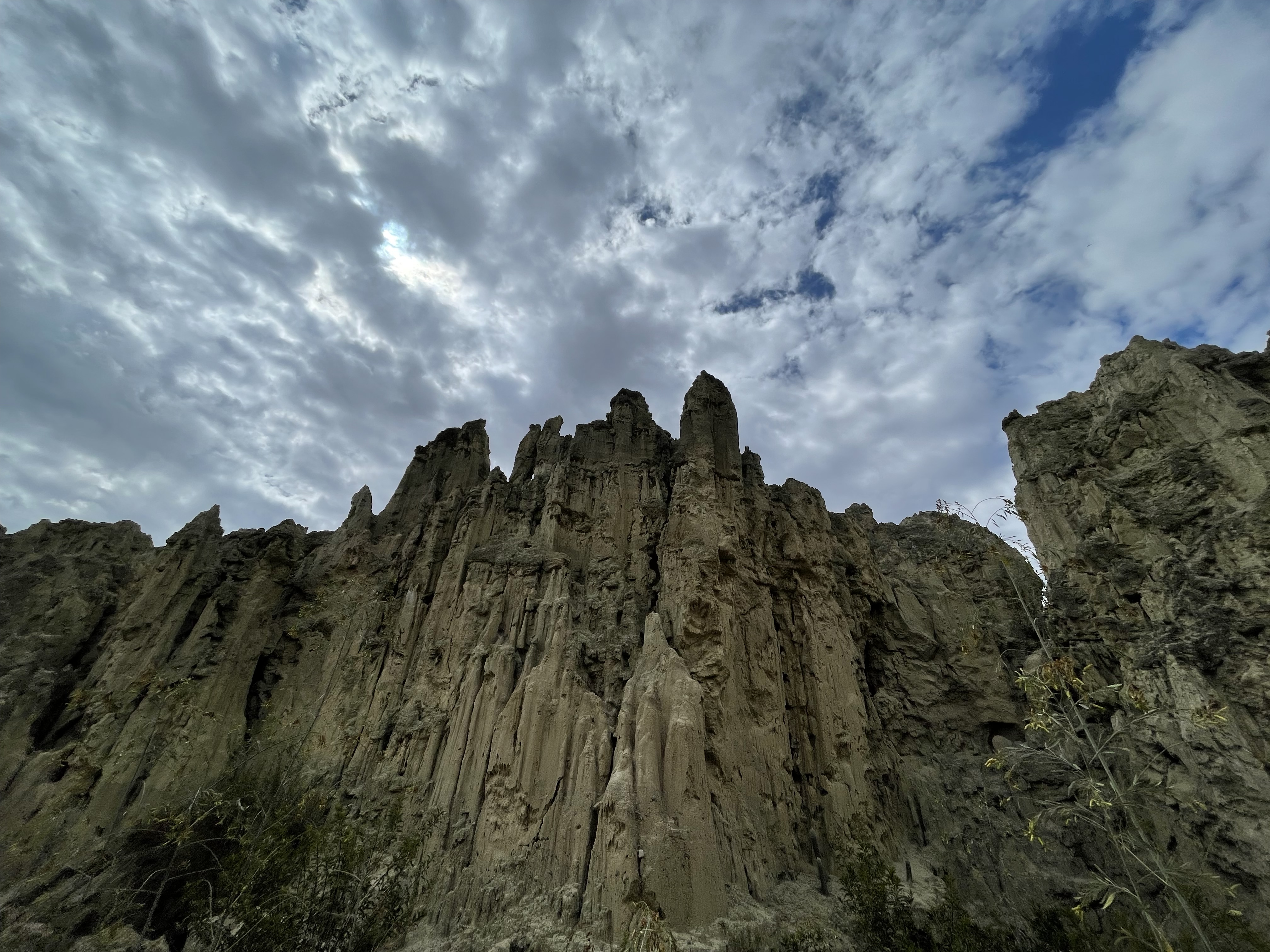
Vista de las formaciones geológicas desde el interior.